# Neochromadora izhorica
Neochromadora izhorica is een rondwormensoort uit de familie van de Chromadoridae. De wetenschappelijke naam van de soort is voor het eerst geldig gepubliceerd in 1935 door Schuurmans Stekhoven.